# Piotr Pieńkowski
Piotr Pieńkowski – redaktor naczelny portalu o grach komputerowych Gamelog, a także wieloletni redaktor naczelny jednego z najstarszych i najdłużej wydawanych czasopism o grach w Polsce – Świata Gier Komputerowych. Kierował również magazynami Top Games, Kult i SFera, a także współtworzył Cybermychę. Do 2010 roku wraz z częścią zespołu Świata Gier Komputerowych i Gameloga tworzył grę Hellion: The Mystery of Inquisition. W chwili obecnej (marzec 2011) prace nad projektem zostały wstrzymane a studio rozwiązane.
W 2014 roku ukazała się zaprojektowana przez Piotra Pieńkowskiego gra planszowa Atak Zombie. Wydana została przez wydawnictwo FoxGames.